# اریک دالفی
اریک آلان دالفی جونیور (به انگلیسی: Eric Allan Dolphy, Jr.) ‏(۲۰ ژوئن ۱۹۲۸ – ۲۹ ژوئن ۱۹۶۴) نوازندهٔ جز آلتوساکسوفون، فلوت و باس کلارینت اهل آمریکا است.
او که یکی از بهترین نوازندگان جاز به‌شمار می‌رود، از چهره‌های اصلی در آوانگارد جز محسوب می‌شود. شیوه خاص تکنوازی او را (در هر سه سازی که با مهارت می‌نواخت) می‌توان جریان خروشانی از آواها دانست. او در دوران کاریش علاوه بر رهبری گروه خودش با دیگر چهره‌های شاخص جز همچون چارلز مینگس، جان کولترین و ارنت کولمن همکاری کرد.